# Lolo Manukati
Der Lolo Manukati  (kurz: Manukati) ist ein 1193 m hoher Berg in Osttimor. Beim Gipfel treffen die Aldeias Silagolo (Suco Lupal), Gudataz (Suco Guda) und Tobur (Suco Beco) aufeinander. Der Berg gehört zu einem Höhenzug, dessen westlichster Gipfel der Tulo (1285 m) ist. Nach Osten sinkt der Höhenzug ab. Nach Westen ist der Sabi (1288 m) der nächste Nachbar.